# Leccionario 12
El Leccionario 12, designado por la sigla ℓ 12 (en la numeración Gregory-Aland), es un manuscrito griego del Nuevo Testamento. Paleográficamente ha sido asignado al siglo XIII.

## Descripción
El códice contiene enseñanzas del Evangelio, en 366 hojas de pergamino (30,5 cm por 23 cm). El texto está escrito en letra griega minúscula, en dos columnas por página, 24 líneas por página. Contiene notas musicales.

## Historia
El Instituto de Investigación Textual del Nuevo Testamento lo relaciona también con el siglo XIII. El manuscrito se citan esporádicamente las ediciones del Nuevo Testamento griego (UBS3). Actualmente, el códice se encuentra en la Biblioteca nacional de Francia, en París, Francia.